# Strontium Dog
Pour les articles homonymes, voir Strontium Dog (homonymie).
Strontium Dog est une bande dessinée de science-fiction britannique publié dans 2000 AD à partir de 1978, conçue par le scénariste John Wagner (sous le pseudonyme T. B. Grover) et le dessinateur Carlos Ezquerra.

## Adaptations

### Jeu vidéo
La franchise est adaptée en jeu vidéo sous le titre Strontium Dog and the Death Gauntlet, un jeu vidéo de type shoot 'em up en deux dimensions à défilement latéral, développé et édité par Quicksilva sur Commodore 64,.
Une seconde adaptation parait en 1984 sous le titre Strontium Dog: The Killing, un jeu d'action en deux dimensions développé par Channel 8 Software et édité par Quicksilva sur ZX Spectrum.